# Brigada Diverse în alertă!
Brigada Diverse în alertă!, prescurtat uneori B.D. în alertă, este un film de comedie românesc din 1971, regizat de Mircea Drăgan. Rolurile principale sunt interpretate de Toma Caragiu, Sebastian Papaiani, Puiu Călinescu, Dem Rădulescu, Jean Constantin și Iurie Darie. 
Acest film este al doilea din seria B.D. și prezintă două cazuri rezolvate de Brigada Fapte Diverse (prescurtată B.D.) a unei secții de miliție din România comunistă: descoperirea și anihilarea unei bande de răufăcători care punea în circulație bani falși, cumpărând tablouri valoroase de la colecționari amatori și revânzându-le apoi la „Consignația”, și destrămarea unei rețele de hoți din locuințe din care făcea parte un grup de femei (Vasilica Tastaman, Carmen-Maria Strujac, Lucia Boga, Mihaela Nedelcu) ce se dădeau drept văduve, spre a stârni compasiunea unora creduli și a-i jefui.
El se află pe locul 22 în topul celor mai vizionate filme românești din toate timpurile după cum atestă un comunicat din 2006 al Uniunii Autorilor și Realizatorilor de Film din România.

## Rezumat
Filmul este împărțit în două părți: Femeia fără semnalmente și Văduve cu termen redus și prezintă rezolvarea a două cazuri de către membrii Brigăzii Fapte Diverse a unei secții de miliție: căpitanul Panait (Toma Caragiu), plutonierul Căpșună (Sebastian Papaiani), sergentul-major Cristoloveanu (Dumitru Furdui) și câinele lup Costel.
Filmul începe cu eliberarea din închisoare a celor trei prieteni: Gogu Steriade (Dem Rădulescu), Trandafir (Puiu Călinescu) și Patraulea (Jean Constantin). Deveniți liberi, ei afirmă că vor să se schimbe și să lucreze legal, dorind să obțină ocupații artistice și culturale (Patraulea ar vrea să devină cântâreț și prestidigitator, Trandafir să ajungă instructor artistic la un ansamblu care face deplasări în străinătate din când în când, iar Gogu un simplu ghid la ONT pentru turiștii străini). Cei trei borfași își stabilesc ca principală prioritate însurătoarea.

### Femeia fără semnalmente
În prima parte, Femeia fără semnalmente, maiorul Dobrescu (Iurie Darie) repartizează Brigăzii Fapte Diverse spre rezolvare cazul de furt al unei butelii de pe strada Morilor nr. 27. Deoarece căpitanul Panait își afișează nemulțumirea, spunând că brigada condusă de el a găsit până la acel moment: 99 de butelii, 118 de portmonee și 25 de căței, maiorul le dă spre soluționare un caz personal. Un anume Călinoiu a achitat în ziua precedentă o datorie de 300 de lei unui cumnat de-al maiorului, care a plătit la rândul său un împrumut soției sale. Banii primiți sunt falși, iar colectivul Brigăzii Diverse primește misiunea să investigheze cazul și să dea de urma falsificatorilor de bani.
Căpitanul Panait se deplasează cu echipa la locuința lui Călinoiu și află că acesta din urmă vânduse în ziua anterioară un tablou unei femei „nici tânără, nici bătrână, nici înaltă, nici scundă, nici grasă, nici slabă”. Călinoiu nu știa cum se numește doamna și nici unde locuiește, dar a primit de la ea suma de 3.000 lei, toți banii fiind falși. Porniți pe firul banilor, Căpșună și Cristoloveanu ajung la locuința Stelei Mocuță, o fată care făcea strip-tease la domiciliu. Harpalete (George Mihăiță), consăteanul lui Căpșună, este trimis neoficial să o urmărească pe Stela, iar aceasta este arestată în cele din urmă.
Între timp, negăsind locurile de muncă pe care le doreau, cei trei borfași sunt trimiși de Balaban, un om cu relații, să-i facă niște treburi gospodărești doamnei Simion (Elena Caragiu), o femeie cu influență care ar putea să-i ajute să obțină serviciile dorite. Gogu, Trandafir și Patraulea sunt trimiși să cumpere cantități mari de alimente de la magazin, ei plătind, fără să știe, cu bani falși. Alimentele sunt revândute apoi la prețuri mult mai mici. 
Milițienii întind o cursă falsificatorilor de bani, împrumutând niște tablouri de la muzeu și dând un anunț la mica publicitate pentru a atrage potențialii cumpărători. Urmărindu-l pe Gogu care venise să vadă tablourile, milițienii ajung la casa doamnei Simion (ei află ulterior că doamna Simion era de fapt femeia de serviciu al unei familii care se afla detașată la lucru în străinătate), dar falsificatorii de bani părăsesc locuința pe o altă ușă și fură tablourile împrumutate de căpitanul Panait de la muzeu. Mergând pe un alt fir, echipa Brigăzii Fapte Diverse ajunge la locul unde se falsificau banii, dar infractorii fuseseră deja arestați de maiorul Dobrescu.

### Văduve cu termen redus
După rezolvarea cazului falsificatorilor de bani, maiorul Dobrescu repartizează Brigăzii Fapte Diverse spre rezolvare cazul Asociației Tinerelor Văduve, o asociație care oferă asistență materială, medicală, juridică și despăgubiri tinerelor văduve, dar care este în realitate o organizație sub paravanul căreia operează niște hoți din locuințe. Aceștia apelează la un grup de femei tinere (Agripina, Margareta, Amalia și Ingrid), pretinse văduve, care agață bărbați în diferite locuri (la Gara de Nord, în fața hotelurilor), pătrund în casa acestora unde fac dubluri la chei, îi conving pe aceștia să meargă împreună la barul de noapte Melody, timp în care hoții pătrund în casă cu cheia copiată și fură banii, hainele, mobilierul, obiectele electronice și obiectele de artă. 
Printre cei care au fost jefuiți se numără domnul Vornicescu (Ion Besoiu), director la CSMF. Supraveghind camioanele și furgonetele ce transportă mobilă veche, echipa de la Brigada Diverse dă de un fir și arestează un șofer pe nume Corcoduș, poreclit și Gălbează. Între timp, Gogu, Trandafir și Patraulea au în casă o petrecere de logodnă, dar logodnicele lor sunt chiar văduvele din rețeaua de hoți. Ei merg noaptea la barul Melody, iar casa lor este jefuită de mobilă. Gogu se duce la poliție și depune o reclamație, dar Trandafir și Patraulea o urmăresc pe Agripina (Carmen Maria Strujac), logodnica lui Gogu, și ajung în bârlogul hoților. Pentru tăcerea lor, ei primesc 20.000 de lei și li se promite restituirea mobilei. Între timp, căpitanul Panait ajunge la casa lui Gogu, iar cei trei borfași îl mint că au vândut mobila din casă și au depus reclamație ca să nu afle mama lui Gogu că nu au găsit serviciu.
Pentru prinderea văduvelor și a conducerii rețelei de hoți, milițienii întind o cursă. Cele patru femei sunt arestate pentru escrocherie, iar cei trei borfași pentru tăinuire. Pentru a obține o pedeapsă mai mică, falsele văduve dezvăluie schema de organizare a asociației și adresele membrilor, iar conducătorii asociației sunt arestați.

## Distribuție
- Toma Caragiu — căpitanul Panait
- Dem Rădulescu — Gheorghe (Gogu) Steriade, borfaș recent eliberat din închisoare (menționat Dem. Rădulescu)
- Sebastian Papaiani — plutonierul Căpșună
- Puiu Călinescu — maestrul Alexandru Trandafir, borfaș recent eliberat din închisoare
- Iurie Darie — maiorul Dobrescu
- Jean Constantin — Ștefan (Fănică) Patraulea, borfaș recent eliberat din închisoare
- Dumitru Furdui — sergentul-major Cristoloveanu
- Ion Besoiu — dl. Vornicescu, directorul întreprinderii CSMF
- Vasilica Tastaman — Margareta, escroacă
- Ioana Drăgan — lt. major Paula Deleanu
- Reka Nagy — tovarășa Angela, vecina sergentului Cristoloveanu
- Lucia Boga — Amalia, escroacă
- Elena Caragiu — doamna Simion, femeia care-i pune pe borfași să facă o serie de cumpărături
- Carmen Maria Strujac — Agripina, escroacă (menționată Carmen Maria Struja)
- George Mihăiță — brigadierul silvic Haralambie Harpalete, consăteanul plt. Căpșună
- Aurel Cioranu — dl. Sachelarie, șeful rețelei de hoți
- Gheorghe Oancea — locotenentul Pârvulescu
- Sabin Făgărășanu — locotenentul Vidrașcu
- Sidonia Manolache — nevasta lui Vornicescu
- Mircea Balaban — Călinoiu, bătrânul care vânduse tabloul pe bani falși
- Mihaela Nedelcu — Ingrid, escroacă
- Mihai Badiu — Balaban, escrocul care lucra cu doamna Simion
- Dumitru Bobircă — vânzătorul de la tutungerie
- Elena Ioja — Stela Mocuță, tânăra care face strip-tease
- Jorj Voicu — cumpărătorul de tablouri care se înfurie
- Nicolae Crișu
- Zenovia Botez Arsic — vecina de apartament a dnei Simion
- Mihail Cibu — prezentatorul concursului de pe stadion
- Cezara Dafinescu — prezentatoarea concursului de pe stadion
- Costache Diamandi — directorul închisorii
- Ion Corbu
- Ștefan Bănică — Ion Bănică (Nea Fane „Încurcă-Lume”), cântărețul de la Restaurantul Odobești

## Producție
Consiliul Culturii și Educației Socialiste a comandat realizarea a două filme cu milițieni (primele două din seria Brigada Diverse) pentru a repara imaginea dură a unui plutonier de miliție din filmul «Reconstituirea» regizat de Lucian Pintilie. Inițial erau programate să fie realizate doar două filme din colecția Brigada Diverse, dar ca urmare a marelui succes pe care l-au avut primele serii la public, a fost filmată și o a treia.  După cum este specificat pe genericul de început, acest film a fost realizat cu sprijinul Inspectoratului General al Miliției, fiind folosiți pe post de consultanți colonelul Valeriu Buzea și căpitanul George Sandu.
Filmul a purtat inițial titlul „B.D. se afirmă”. El a intrat în faza de producție la 7 iunie 1970. Cheltuielile de producție s-au ridicat la 2.900.000 lei. 
O parte din scene au fost filmate în diferite locuri din București care au fost demolate în anii '80 ai secolului al XX-lea, din dispoziția lui Nicolae Ceaușescu. S-a filmat la închisoarea Văcărești, precum și într-o vilă de pe strada Nicolae Iorga, care a fost demolată pentru prelungirea Bulevardului Dacia (secvențele din vila domnului Vornicescu). Scenele din Restaurantul Odobești, unde Ștefan Bănică a cântat, sub numele de scenă Ion Fănică, câteva cântece compuse de Ion Cristinoiu pe versurile lui Mihai Dumbravă, au fost filmate într-un restaurant de pe strada Galați (azi Vasile Lascăr), care a fost demolat ulterior.  Printre cântecele interpretate de Bănică a devenit cunoscut un cântec care începe cu următoarele versuri: „Eu sunt Fane-ncurcă-lume/ Mi-am făcut în târg renume/ De te uiți în ochii mei/ N-ai să știi cât ai să bei!”.  În acel local au fost prezentate și o serie de numere de iluzionism realizate de Aurel Iosefini. Secventele in care sunt urmarite camioanele cu mobila potential furata de Organizatia Tinerelor Vaduve sunt filmate in cartierul Titan din Bucuresti, la intersectia Bd Nicolae Grigorescu cu Parcul IOR (intersectia de la Potcoava) iar secventele in care Brigada Diverse ajuta la urcatul mobilei sunt filmate in acelasi cartier, in apropiere de piata si restaurantul Minis, restaurant care apare in cadru in spatele carutei cu mobila din care coboara tanarul militian aspirant Harpalete.       
Deoarece regizorul Mircea Drăgan era obișnuit să regizeze filme istorice și nu comedii, actorii au primit puține indicații la filmări, fiind lăsați să improvizeze. Jean Constantin a afirmat că regizorul îi lăsa liberi, iar „multe replici îmi aparțin, improvizam foarte mult”.  În film a jucat și soția regizorului, actrița Ioana Drăgan.
Atmosfera pe platoul era foarte destinsă, iar membrii echipei tehnice (printre care și regizorul Mircea Drăgan) se amuzau copios la filmări și le venea greu să se concentreze. După cum și-a amintit mai târziu operatorul Nicolae Mărgineanu, actorul Jean Constantin, care îl interpreta pe Patraulea, obișnuia să mai întârzie uneori la filmări pentru că făcea naveta cu trenul de la Constanța. În timp ce acesta era așteptat, Toma Caragiu zicea cu o voce inimitabilă: „Paștele mamei lui de țigan! Ăsta, precis a furat ceva din tren. L-au prins și de-aia nu mai vine…”. 
Au existat probleme cu filmarea cadrelor în care apărea câinele polițist Costel. Acesta se numea în realitate Rurich și era un câine ciobănesc german, dresat, adus pentru filmări chiar de la Miliție. După 12 ore de filmare, de oboseală sau de plictiseală, câinele începea să latre din senin și nu se mai oprea. Pentru a-l îmblânzi, actorul Sebastian Papaiani (plutonier Căpșună din film) venea la filmare cu o pungă plină cu ficat de porc și îi dădea să mănânce. 

## Recepție
Filmul Brigada Diverse în alertă! a avut parte de un mare succes de public la cinematografele din România, fiind vizionat de 5.649.930 de spectatori, după cum atestă o situație a numărului de spectatori înregistrat de filmele românești de la data premierei și până la data de 31.12.2007 alcătuită de Centrul Național al Cinematografiei.  El se află astfel pe locul 22 în topul celor mai vizionate film românești din toate timpurile după cum atestă un comunicat din 2006 al Uniunii Autorilor și Realizatorilor de Film din România. 
Criticul Călin Căliman considera în lucrarea „Istoria filmului românesc (1897-2000)” (2000) că seria B.D.-urilor a mizat pe microrecitalurile unor actori de comedie versați precum Dem Rădulescu, Jean Constantin, Puiu Calinescu, Toma Caragiu, Sebastian Papaiani, George Mihăiță sau Vasilica Tastaman, fiind prezentate aventurile a trei borfași simpatici. Reacțiile critice au fost însă împărțite pe un palier destul de larg. 
Criticul Tudor Caranfil a dat filmului doar o stea din cinci și a făcut următorul comentariu: „Obișnuita comedie a coțcarilor e întărită cu spețe originale, furnizate, mai mult ca sigur, direct din experiența criminaliștilor, că prea sunt plauzibile, de către consultanții Valeriu Buzea și George Sandu. Din păcate, această materie primă de calitate pune în discuție morala civică prin mijloace satirice penibile. Clubul picantelor văduve are, totuși, un haz nebun, iar flegmaticul Toma Caragiu compune un savuros portret de hodorog într-o secvență pe care o alterează prezența stridentă și incoloră a Ioanei Drăgan, soția regizorului.” 
Jurnalistul Cristian Tudor Popescu, doctor în cinematografie și profesor asociat la UNATC, considera Brigada Diverse intră în acțiune drept un film cu caracter politic și propagandistic al epocii comuniste. În opinia lui, Seria „Brigada Diverse” ar fi fost realizată la inițiativa autorităților politice ca o contrapondere la filmul Reconstituirea (1970).  Acțiunea filmului are loc în „socialismul consolidat”  în care nu există „crime teribile, hoții de mare anvergură, comploturi antistatale, pentru simplul motiv că așa ceva nu se poate întâmpla în Republica Socialistă România, unde covârșitoarea majoritate a cetățenilor muncesc cinstit”. Din cauza lipsei marilor infracțiuni, Brigada Diverse este forțată să se ocupe cu mici găinării, iar răufăcătorii nu au nicio șansă de scăpare în fața milițienilor inteligenți. Ofițerii și subofițerii de miliție din film sunt prezentați ca „oameni inteligenți, educați, culți, cu simțul umorului, corecți prin vocație și apărători ai cetățenilor onești”, ei fiind interpretați de actori simpatizați de public; autoritățile politice ar fi dorit astfel să facă uitată imaginea milițienilor din viața reală, considerate de jurnalist a fi „brute microcefale, corupți și răi, comportându-se discreționar și mitocănește cu cetățenii”.